# السوق (شبوة)
السوق هي إحدى قرى الجمهورية اليمنية. وهي تتبع جغرافيًا لمحافظة شبوة. وإداريًا لمديرية مرخة السفلى. يبلغ تعداد سكانها 2175 نسمة حسب الإحصاء الذي جرى عام 2004.